# Rhodopsin

Normalisierte Absorptionsspektren der drei menschlichen Photopsine und des menschlichen Rhodopsins (gestrichelt)

Rhodopsin (vor allem in älteren Lehrbüchern und Forschungsarbeiten wegen seiner Farbe auch Sehpurpur genannt) ist ein lichtempfindliches Rezeptormolekül. Rhodopsin ist eines der Sehpigmente in der Netzhaut (Retina) der Augen von Wirbeltieren (Vertebraten), in den Facettenaugen der Insekten und in den Photorezeptoren von anderen Wirbellosen (Invertebraten). Darüber hinaus kommen Rhodopsine (Bakteriorhodopsin, Channelrhodopsin und Heliorhodopsin) auch in Bakterien, Archaeen, einzelligen Algen und sogar einigen Viren vor.
Beim Menschen und in den meisten Wirbeltieraugen ist das Rhodopsin in den Stäbchen der Netzhaut für das Hell-Dunkel-Sehen bei geringer Helligkeit (Skotopisches Sehen) verantwortlich. Dagegen beruht das Farbensehen bzw. Tagsehen mit Hilfe der Zapfen auf drei, bei einer Reihe von Tierarten auf vier verschiedenen Varianten des Iodopsins, eines verwandten Sehpigments.

## Details

### Rhodopsinstruktur
Rhodopsin besteht aus einem Proteinanteil, dem Stäbchen-Opsin (Skotopsin), einem Transmembranprotein, und dem kovalent gebundenen Chromophor 11-cis-Retinal. Das 11-cis-Retinal (Aldehyd des Retinols) ist als Imin (Schiffsche Base) an die ε-Aminogruppe eines Lysins in der 7. Transmembrandomäne gebunden, was beim Rinderrhodopsin Lysin 296 ist. In den Stäbchenzellen der Netzhaut ist Rhodopsin jedoch nicht in die Zellmembran eingelagert, sondern befindet sich in den Membranen scheibchenförmiger Organellen (Disks) im Inneren der Zelle.
Wirbeltierrhodopsine sind Vertreter der großen Familie von G-Protein-gekoppelten Rezeptoren (GPCRs). Bovines Rhodopsin war der erste G-Protein-gekoppelte Rezeptor, von dem eine durch Röntgenstrukturanalyse gewonnene Kristallstruktur vorlag (charakteristisch sind u. a. die sieben helikalen Transmembrandomänen – siehe Abbildung). Er diente daher als Vorlage für Modelle anderer GPCRs, auch wenn die Übereinstimmung in der Primärstruktur teilweise sehr gering ist. Mittlerweile liegen die Kristallstrukturen zahlreicher weiterer GPCRs vor.

### Vorgänge bei der Rhodopsinaktivierung durch Licht
Das Absorptionsmaximum von Rhodopsin im sichtbaren Lichtwellenlängenbereich liegt bei λ = 500 nm. Absorption eines einzelnen Photons im passenden Energiebereich führt im 11-cis-Retinal zu einer Isomerisierung nach all-trans-Retinal. Dadurch verändert sich die Raumstruktur des Retinals, und durch interne Wechselwirkungen im Molekül kommt es infolgedessen zu einer Reihe von Konformationsänderungen im Proteinanteil des Pigments, die das Rhodopsin in einen „Meta II“-genannten metastabilen aktiven Zustand überführen. In der Forschung spricht man von „Bleaching“ („Bleichung“), da das Pigment im Zuge der Aktivierung seine rötliche Farbe verliert. Die veränderten funktionalen Eigenschaften von aktiviertem Rhodopsin sind die Basis für eine Reihe rasch stattfindender Veränderungen in der Zelle.
Lichtaktiviertes Rhodopsin in den Stäbchenzellen der Netzhaut aktiviert das G-Protein Transducin. Dadurch wird die Visuelle Signaltransduktion ausgelöst, eine mehrschrittige Reaktionskaskade, in deren Verlauf die ursprüngliche Erregung moduliert und um ein Vielfaches verstärkt wird. Deren Endpunkt ist ein elektrisches Signal, das über Nervenzellen schließlich ins visuelle Zentrum des Gehirns weitergeleitet wird.
Mikrobielle Rhodopsine sind dagegen oft in der Zellmembran lokalisierte lichtaktivierte Protonenpumpen, Ionenpumpen oder Ionenkanäle: Ihre Aktivierung resultiert ohne Zwischenschritte direkt in einem elektrischen Signal.

### Vorgänge bei der Rhodopsindeaktivierung und Regenerierung
Der metastabile Meta II-Zustand wandelt sich auch spontan wieder in einen inaktiven Zustand um. In der Regel – und insbesondere im Rahmen der visuellen Transduktion in den Stäbchenzellen der Netzhaut – wird aktiviertes Rhodopsin jedoch durch einen schnelleren enzymatischen Prozess – Phosphorylierung durch das Enzym Rhodopsinkinase und Bindung des Proteins Arrestin – deaktiviert. Im Zuge der Deaktivierung wird das all-trans-Retinal freigesetzt. Zur Regenerierung des lichtempfindlichen Rhodopsins muss 11-cis-Retinal wieder gebunden werden. Auch das involviert komplexe, enzymatisch gesteuerte Vorgänge: So wird all-trans-Retinal zu 11-cis-Retinal außerhalb der Zelle im angrenzenden retinalen Pigmentepithel „recycelt“.

## Medizinischer Bezug
Mutationen im Opsin-Gen können zu einer Retinopathia pigmentosa und erblicher Nachtblindheit führen.
Ein Mangel an Vitamin A als Quelle des Retinals führt zu Nachtblindheit, Trockenheit des Auges (Xerophthalmie) sowie einer Hornhautentzündung (Keratitis) des Auges. Bei Kindern kann Vitamin-A-Mangel zur Erblindung führen. Dies tritt wegen der auf Reis basierenden Ernährung besonders häufig in Entwicklungsländern auf. Der Tagesbedarf eines Erwachsenen an Vitamin A ist nach Europäischer Richtlinie 90/496/EWG (EU-Nährwertkennzeichnungsrichtlinie) mit 800 µg festgelegt.

## Verwandte Themen
Ein ähnliches Molekül, das Bakteriorhodopsin, findet sich in Halobakterien. Es enthält ebenfalls Retinal und ist ebenfalls aus sieben Transmembran-Domänen aufgebaut. Jedoch ist es nicht an ein G-Protein gekoppelt. Es handelt sich um eine lichtgetriebene Protonenpumpe.
In höheren grünen Pflanzen fungiert hingegen Phytochrom als Lichtrezeptor, das ebenso wie Rhodopsin in verschiedenen Zuständen vorkommen kann und der Pflanze damit Auskunft über die gerade vorhandenen Lichtbedingungen gibt.